# Mobilizon
Mobilizon è un software libero per l'organizzazione e la gestione di eventi e appuntamenti. Nasce nel 2019 per offrire un'alternativa libera alle piattaforme GAFAM (Facebook, Meetup).
È sviluppato da Framasoft e rilasciato con licenza libera GNU Affero GPL.

## Caratteristiche
Mobilizon è uno strumento che permette di cercare, creare e organizzare eventi.
Permette anche ai gruppi di creare una propria pagina dove i membri possono organizzarsi insieme e gestire i propri appuntamenti.
È un programma federato: può essere installato su un proprio server e ciascuna installazione è chiamata "istanza". Le istanze Mobilizon possono federarsi tra di loro, in modo tale che un profilo registrato su un'istanza può contribuire a qualsiasi gruppo creato su una qualsiasi altra istanza Mobilizon.
Ogni istanza Mobilizon può essere federata con una rete di istanze in grado di comunicare tra loro utilizzando il protocollo ActivityPub. Ciò consente anche l'interazione con altri software che compongono il fediverso come Mastodon, PeerTube, Diaspora o Friendica.

## Funzionalità
Alcune delle funzionalità offerte da Mobilizon:
- Creazione, modifica o cancellazione di eventi;
- Possibilità di creare, modificare, od eliminare eventi in modalità bozza;
- Possibilità di validare manualmente (o rifiutare) le richieste di partecipazione;
- Possibilità di aggiungere uno o più eventi al proprio calendario;
- Creazione e gestione di più identità sullo stesso account;
- Registrazione ad un evento con una delle proprie identità;
- Segnalazione di contenuti problematici ai moderatori dell'istanza;
- Gestione delle segnalazioni di contenuto problematico.

## Storia
Il 14 maggio 2019 l'associazione Framasoft ha lanciato una campagna di crowdfunding, verificando innanzitutto l'interesse della comunità per il progetto, e in secondo luogo per garantire il finanziamento stesso. Alla fine della campagna, il 10 luglio 2019, l'obiettivo è stato raggiunto con oltre 58.000 euro raccolti.
Il 15 ottobre 2019 è stata messa on-line una piattaforma di test, al fine di consentire alle persone che hanno sostenuto il progetto di scoprire lo strumento e di raccogliere le prime impressioni del pubblico.
Il 27 ottobre 2020 è stata pubblicata la versione 1.0 del software.
Il 31 marzo 2021 viene pubblicata la versione 1.1.

## Tecnologie
Il software è scritto nel linguaggio di programmazione Elixir con Phoenix framework, un framework leggero che sfrutta Elixir mentre l'interfaccia utente è realizzata con il framework VueJS.